# Фјуменеро (Бергамо)
Фјуменеро је насеље у Италији у округу Бергамо, региону Ломбардија.
Према процени из 2011. у насељу је живело 139 становника. Насеље се налази на надморској висини од 790 м.